# Lelek malovaný
Lelek malovaný (Caprimulgus atripennis) je noční až soumračný pták z řádu lelků, který se vyskytuje v Indii a na Šrí Lance.

## Systematika, rozšíření a populace
Druh popsal britský zoolog Thomas C. Jerdon v roce 1845 v knize Illustrations of Indian ornithology jako Caprimulgus atripenni. Druhové jméno atripennis pochází z latinského ater („černý“) a -pennis („okřídlený“, z penna = „křídlo“). Druh se řadí do rodu Caprimulgus, početného rodu lelků (Caprimulgiformes) rozšířených v Australasii a Eurasii. Vyskytuje se ve 2 poddruzích s následujícím rozšířením:
- C. a. atripennis Jerdon, 1845 – jižní Indie
- C. a. aequabilis Ripley, 1945 – Šrí Lanka

Habitat druhu tvoří původní i druhotné lesy. Vyskytuje se i na kávových plantážích a v blízkosti sídel. Obývá oblasti do 2000 m n. m. Celková populace druhu není známá, ve svém areálu výskytu je však popisován jako poměrně běžný.

## Popis
Jedná se o poměrně velkého lelka s délkou těla 25,5–27 cm. Křídlo je dlouhé 170–186 mm, zobák 13–21 mm, ocas 120–142 mm, běhák 16–21 mm. Váží kolem 55 g. Většina opeření hraje šedými a hnědými barvami, přičemž hlava je typicky o něco světlejší než zbytek těla. Korunka je šedavě hnědá, její střední část má výrazné avšak řídké načernalé flekování. Svrchní část těla je jinak šedavě hnědá s červenohnědým nádechem. Malé krovky jsou tmavě hnědé s červenohnědým flekováním, ostatní krovky jsou šedavě hnědé se žlutohnědými flíčky. Ramenní perutě jsou černohnědé se světle žlutohnědým pruhem přes střední stranu per. Spodní část těla je nahnědlá se žlutohnědými až narezavělými flíčky. Samice má oproti samcovi malé žlutohnědé flíčky na vnějších ručních letkách a úzké světle žlutohnědé konečky vnějších ocasních krovek.

## Biologie
Podobně jako ostatní lelkovití, i lelek malovaný je noční až soumračný pták. Má poměrně výrazný hlasový projev. Hlasitému ou-r-r-r-r, které opakuje každé 2–3 vteřiny po dobu několika minut, předchází vrčivé grog-grog-grog. Nejčastěji se takto projevuje během soumraku a za úsvitu. Často vysedává na větvích stromů i na zemi. Pohybuje se silným třepotavým letem, často však používá i klouzavý let s křídly roztaženými do vertikální pozice. Živí se hmyzem jako jsou brouci, můry a termiti. Indický poddruh atripennis hnízdí nejčastěji v období března a dubna, šrílanský poddruh aequabilis zahnizďuje mezi srpen a zářím. Hnízdo si nestaví, vejce jsou kladena přímo na písčitou zem v husté vegetaci. Snůšku tvoří 2 elipsovitá vejce o rozměrech 30×22 mm. Inkubují samec i samice. Semiprekociální ptáčata opouští hnízdo krátce po narození.

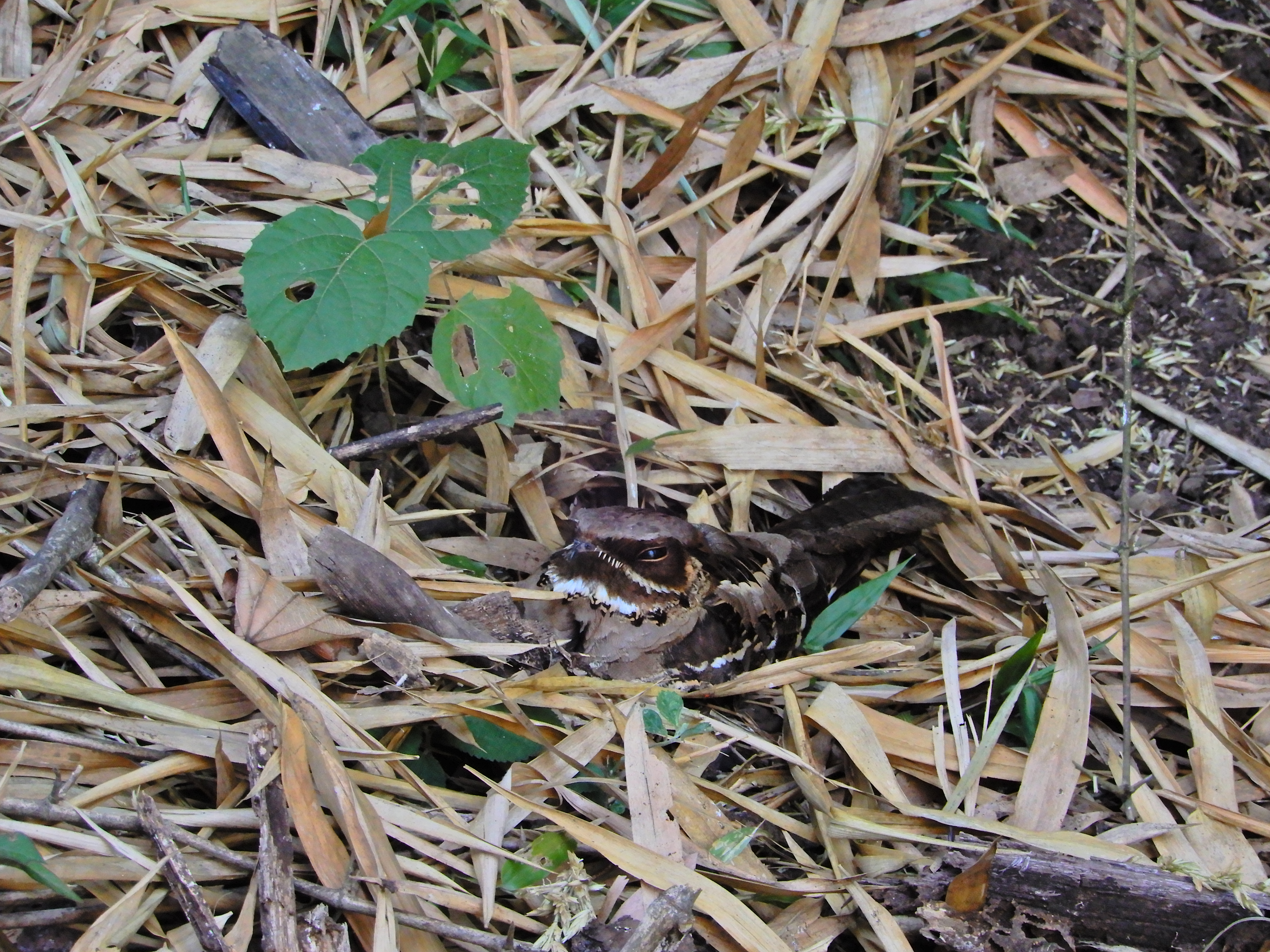
Hřadující jedinec
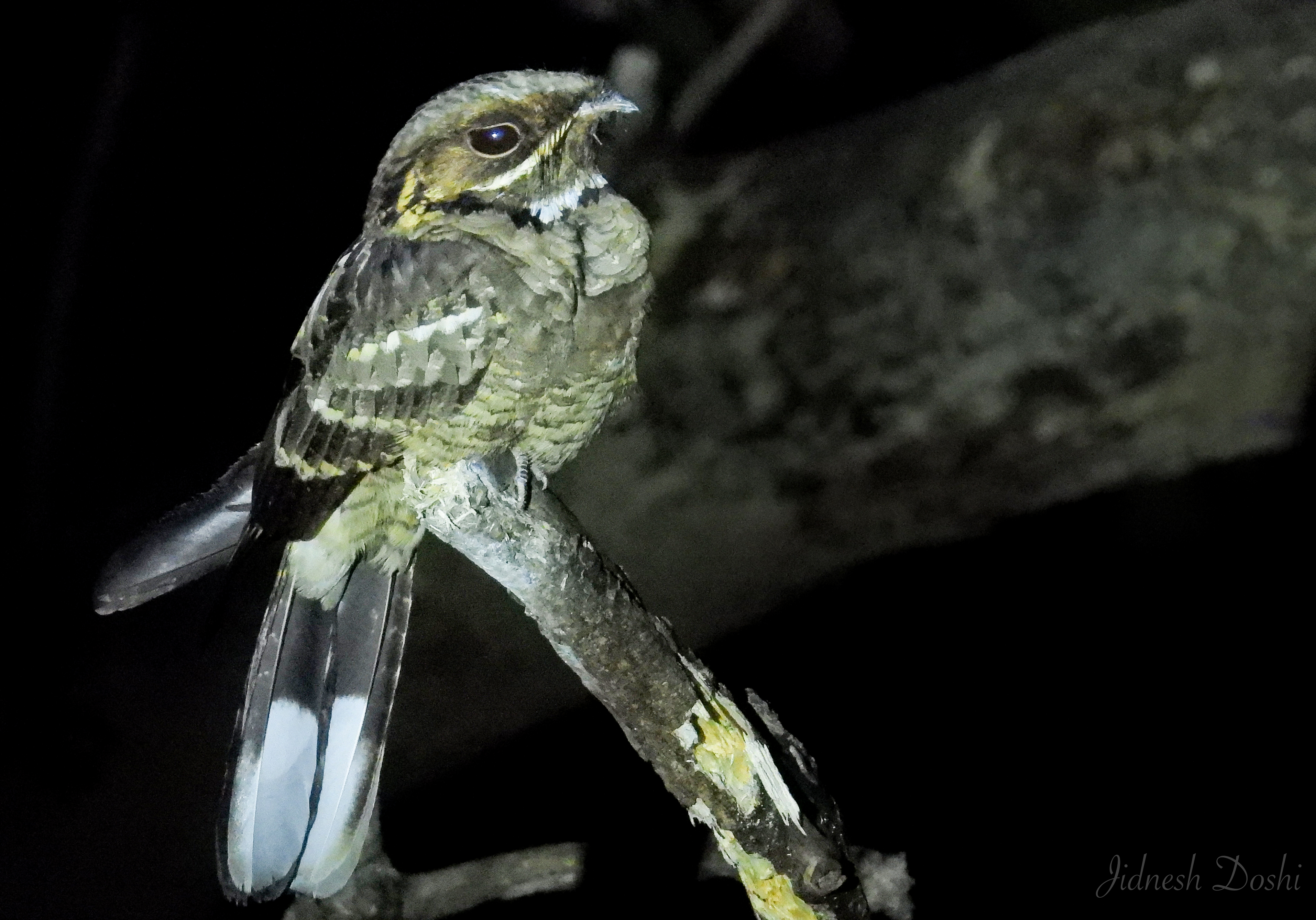
Subsp. atripennis
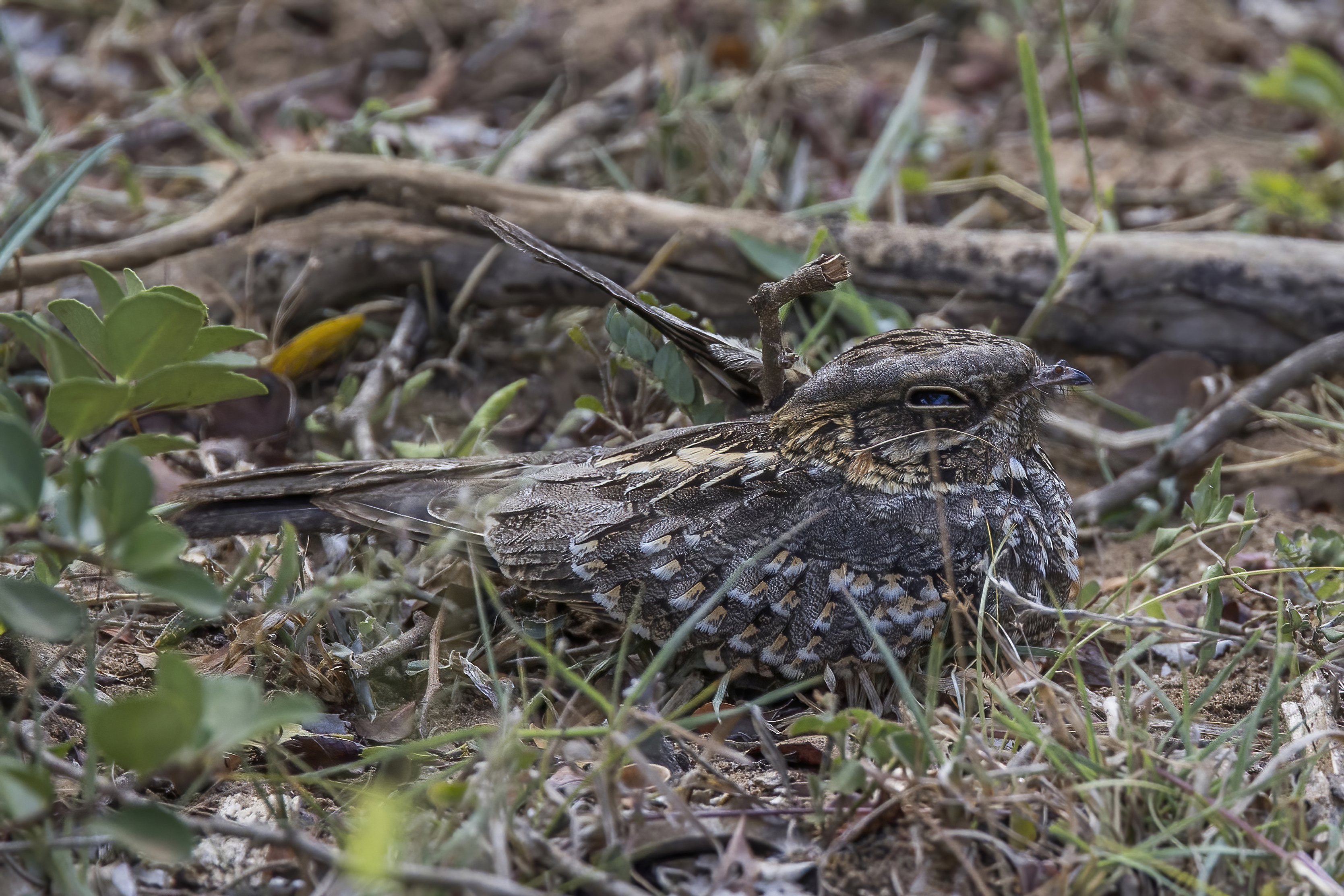
Subsp. aequabilis
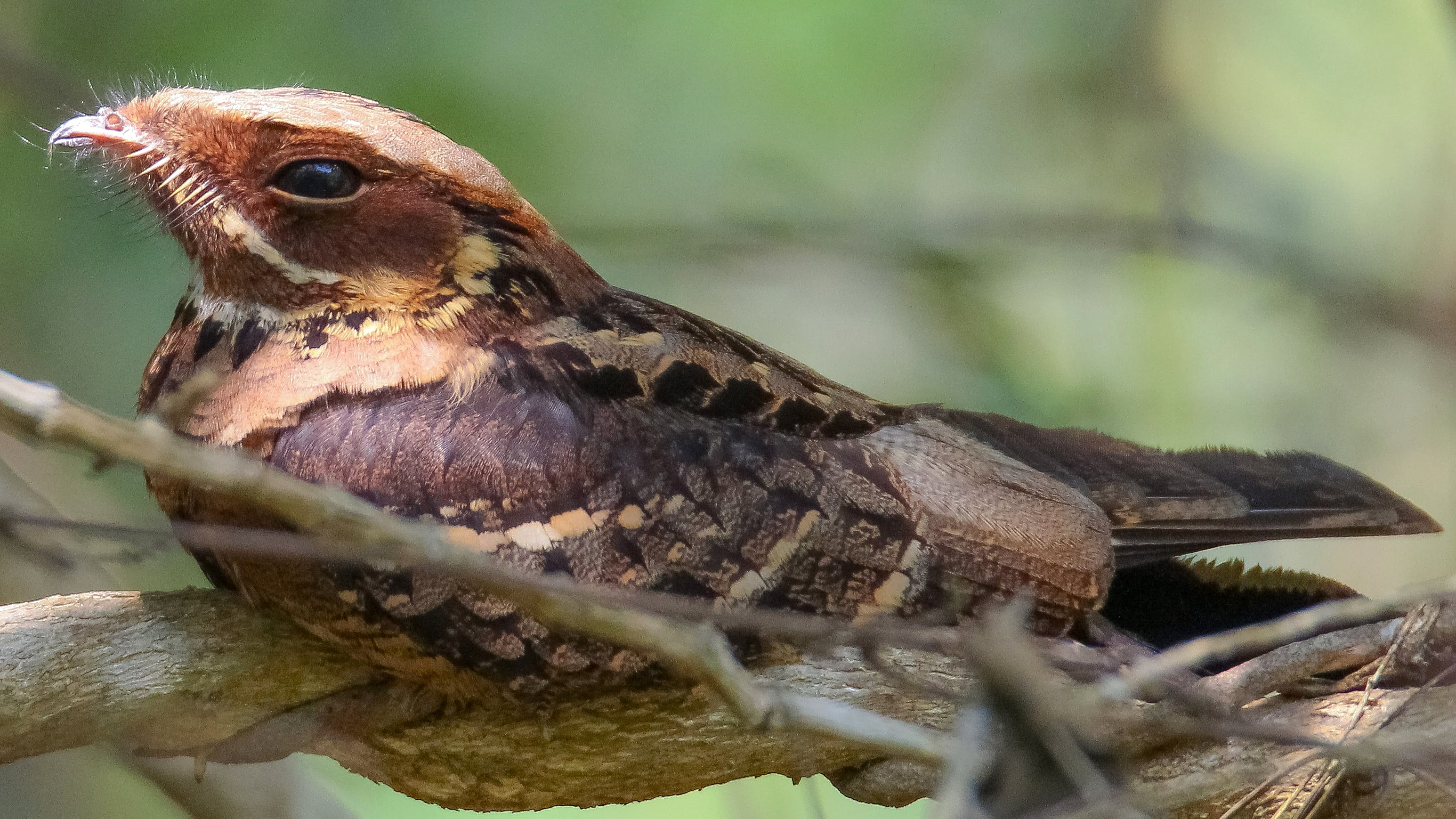
Lelek malovaný při posedu na věvi stromu